# Groupe d'astronautes 13

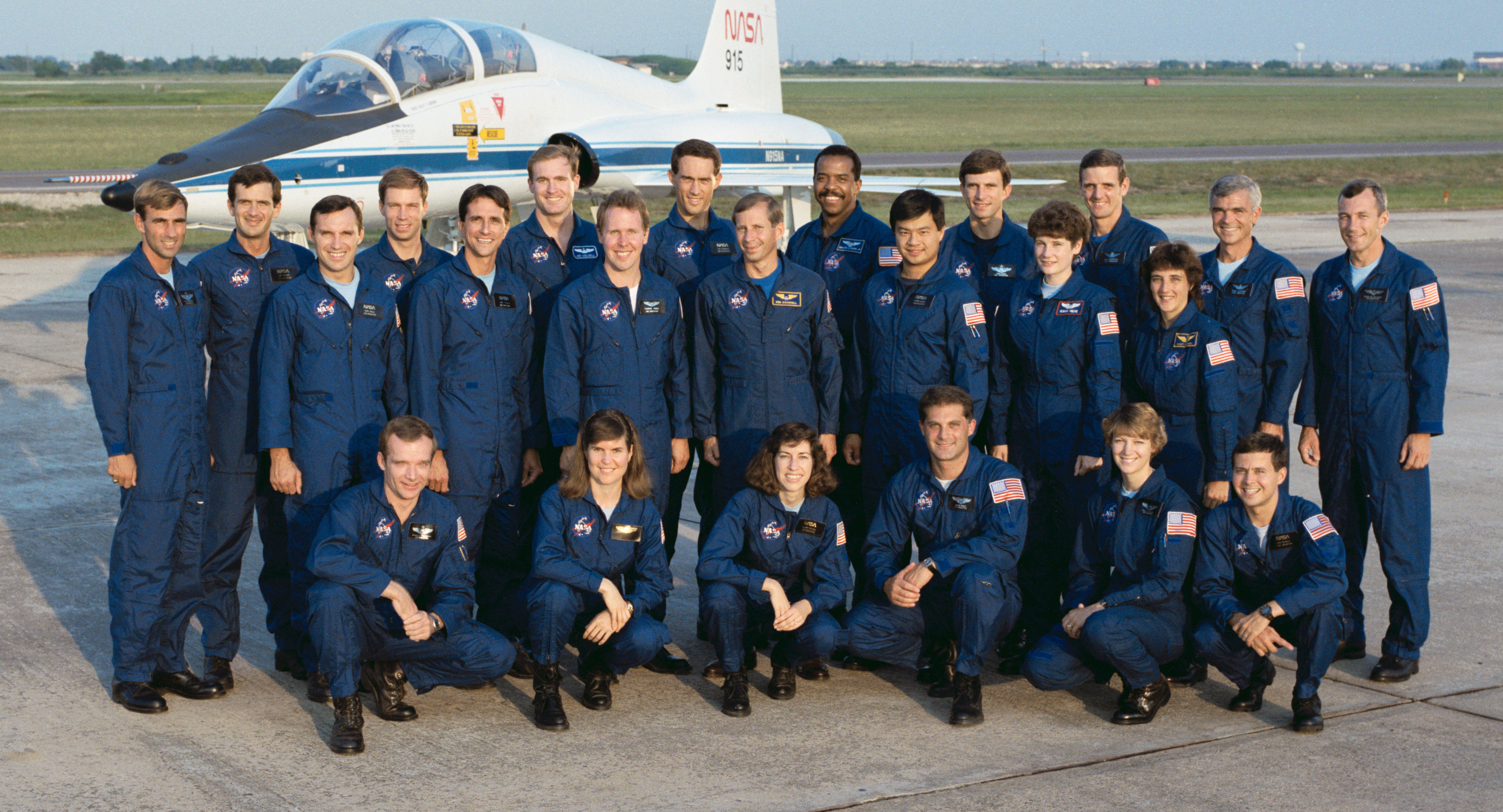
Photo du groupe

Le groupe d'astronautes 13 de la NASA, surnommé « the Hairballs » (« les Boules de poils »), est un groupe de 23 astronautes sélectionnés le 17 janvier 1990. Le nom du groupe vient du fait qu'il avait choisi un chat noir comme mascotte pour jouer contre les connotations traditionnelles malchanceuses du numéro 13.

## Pilotes
- Kenneth Cockrell (né en 1950), U.S. Navy (5 vols)[2]

STS-56 Discovery (mission scientifique ; a volé en tant que spécialiste de mission)
STS-69 Endeavour (2e vol du Wake Shield Facility)
STS-80 Columbia (3e vol du Wake Shield Facility)
STS-98 Atlantis (mission d'assemblage de la Station spatiale internationale - lancement du module Destiny)
STS-111 Endeavour (mission à la Station spatiale internationale ; lancement de l'Expédition 5 vers l'ISS)
- Eileen Collins (née en 1956), U.S. Air Force (4 vols)[3]

STS-63 Discovery (mission Shuttle-Mir ; est devenue la première femme pilote d'un vaisseau spatial américain)
STS-84 Atlantis (mission Shuttle-Mir)
STS-93 Columbia (déploiement du télescope spatial Chandra; est devenu la première femme commandant d'un vaisseau spatial américain)
STS-114 Discovery (Return to Flight, premier vol de navette depuis l'accident de la navette spatiale Columbia)
- William G. Gregory (né en 1957), U.S. Air Force (1 vol)[4]

STS-67 Endeavour (2e vol du télescope ASTRO)
- James D. Halsell (né en 1956), U.S. Air Force (5 vols)[5]

STS-65 Columbia (mission scientifique Spacelab - expériences de microgravité)
STS-74 Atlantis (mission Shuttle-Mir)
STS-83 Columbia (mission scientifique prévue mais interrompue à cause de problèmes liés à la pile à combustible)
STS-94 Columbia (mission scientifique reprenant les objectifs de STS-83)
STS-101 Atlantis (mission à la Station spatiale internationale)
- Charles J. Precourt (né en 1955), U.S. Air Force (4 vols)[6]

STS-55 Columbia (mission Spacelab allemande)
STS-71 Atlantis (mission Shuttle-Mir)
STS-84 Atlantis (mission Shuttle-Mir)
STS-91 Discovery (mission Shuttle-Mir)
- Richard A. Searfoss (1956-2018), U.S. Air Force (3 vols)[7]

STS-58 Columbia (mission scientifique)
STS-76 Atlantis (mission Shuttle-Mir)
STS-90 Columbia (mission scientifique)
- Terrence W. Wilcutt (né en 1949), U.S. Marine Corps (4 vols)[8]

STS-68 Endeavour (mission scientifique)
STS-79 Atlantis (mission Shuttle-Mir)
STS-89 Endeavour (mission Shuttle-Mir)
STS-106 Atlantis (mission à la Station spatiale internationale)

## Spécialistes de mission
- Daniel W. Bursch (né en 1957), U.S. Navy (4 vols)

STS-51 Discovery (lancement du satellite Advanced Communications Technology Satellite)
STS-68 Endeavour (mission scientifique)
STS-77 Endeavour (Spartan-207)
STS-108 Endeavour (mission à la Station spatiale internationale)
ISS Expédition 4  (mission de 6 mois à la Station spatiale internationale)
STS-111 Endeavour (la mission a ramené sur Terre l'Expédition 4)
- Leroy Chiao (né en 1960), ingénieur (4 vols)

STS-65 Columbia (mission scientifique Spacelab - expériences de microgravité)
STS-72 Endeavour (retour du Space Flyer Unit)
STS-92 Discovery (mission d'assemblage de la Station spatiale internationale - lancement de la Poutre Z1 et du PMA-3)
Soyouz TMA-5 (vaisseau d'arrivée et de retour de l'Expédition 10)
ISS Expédition 10 (mission de 6 mois à la Station spatiale internationale)
- Michael R. Clifford (né en 1952), U.S. Army (3 vols)

STS-53 Discovery (mission classifiée du département de la Défense des États-Unis)
STS-59 Endeavour (mission scientifique)
STS-76 Atlantis (mission Shuttle-Mir)
- Nancy J. Currie (né en 1958), U.S. Army (4 vols)

STS-57 Endeavour (mission scientifique)
STS-70 Discovery (lancement de TDRS 7)
STS-88 Endeavour (mission d'assemblage de la Station spatiale internationale - livraison de Unity, PMA-1, PMA-2)
STS-109 Columbia (mission d'entretien du télescope spatial Hubble ; dernière mission réussie de la navette spatiale Columbia avant sa destruction)
- Bernard A. Harris, Jr. (né en 1956), médecin (2 vols)

STS-55 Columbia (mission Spacelab allemande)
STS-63 Discovery (mission Shuttle-Mir)
- Susan J. Helms (né en 1958), U.S. Air Force (5 vols)

STS-54 Endeavour (lancement de TDRS 6)
STS-64 Discovery (mission scientifique)
STS-78 Columbia (mission scientifique)
STS-101 Atlantis (mission à la Station spatiale internationale)
STS-102 Discovery (lancement de l'Expédition 2 vers l'ISS)
ISS Expédition 2 (mission de 6 mois à la Station spatiale internationale)
STS-105 Discovery (la mission a ramené sur Terre l'Expédition 2)
- Thomas D. Jones (né en 1955), U.S. Air Force (4 vols)

STS-59 Endeavour (mission scientifique)
STS-68 Endeavour (mission scientifique)
STS-80 Columbia (3e vol du Wake Shield Facility)
STS-98 Atlantis (mission d'assemblage de la Station spatiale internationale - lancement du module Destiny)
- William S. McArthur (né en 1951), U.S. Army (4 vols)

STS-58 Columbia (mission scientifique)
STS-74 Atlantis (mission Shuttle-Mir)
STS-92 Discovery (mission d'assemblage de la Station spatiale internationale - lancement de la Poutre Z1 et du PMA-3)
Soyouz TMA-7 (vaisseau d'arrivée et de retour de l'Expédition 12)
ISS Expédition 12  (mission de 6 mois à la Station spatiale internationale)
- James H. Newman (né en 1956), physicien (4 vols)

STS-51 Discovery (lancement du satellite Advanced Communications Technology Satellite)
STS-69 Endeavour (2e vol du Wake Shield Facility)
STS-88 Endeavour (mission d'assemblage de la Station spatiale internationale - livraison de Unity, PMA-1, PMA-2)
STS-109 Columbia (mission d'entretien du télescope spatial Hubble ; dernière mission réussie de la navette spatiale Columbia avant sa destruction)
- Ellen Ochoa (né en 1958), ingénieur (4 vols)

STS-56 Discovery (mission scientifique)
STS-66 Atlantis (mission scientifique - ATLAS-03)
STS-96 Discovery (mission à la Station spatiale internationale)
STS-110 Atlantis (mission d'assemblage de la Station spatiale internationale - lancement de la Poutre S0)
- Ronald M. Sega (né en 1952), U.S. Air Force (2 vols)

STS-60 Discovery (mission Shuttle-Mir)
STS-76 Atlantis (mission Shuttle-Mir)
- Donald A. Thomas (né en 1955), ingénieur (4 vols)

STS-65 Columbia (mission scientifique Spacelab - expériences de microgravité)
STS-70 Discovery (lancement de TDRS 7)
STS-83 Columbia (mission scientifique prévue mais interrompue à cause de problèmes liés à la pile à combustible)
STS-94 Columbia (mission scientifique reprenant les objectifs de STS-83)
- Janice E. Voss (1956-2012), ingénieur (5 vols)

STS-57 Endeavour (mission scientifique)
STS-63 Discovery (mission Shuttle-Mir)
STS-83 Columbia (mission scientifique prévue mais interrompue à cause de problèmes liés à la pile à combustible)
STS-94 Columbia (mission scientifique reprenant les objectifs de STS-83)
STS-99 Endeavour (Shuttle Radar Topography Mission)
- Carl Walz (né en 1955), physicien (5 vols)

STS-51 Discovery (déploiement du télescope ORFEUS)
STS-65 Columbia (mission scientifique Spacelab - expériences de microgravité)
STS-79 Atlantis (mission Shuttle-Mir)
STS-108 Endeavour (rotation de l'équipage de la Station spatiale internationale)
STS-127 Endeavour (rotation de l'équipage de la Station spatiale internationale)
- Peter Wisoff (né en 1958), physicien (4 vols)

STS-57 Endeavour (1er vol de Spacehab - récupération du satellite Eureca)
STS-68 Endeavour (Space Radar Lab-2 (SRL-2) )
STS-81 Atlantis (mission Shuttle-Mir)
STS-92 Discovery (mission d'assemblage de la Station spatiale internationale - lancement de la Poutre Z1 et du PMA-3)
- David A. Wolf (né en 1956), médecin, ingénieur, inventeur (5 vols)

STS-58 Columbia (mission Spacelab, sciences de la vie)
STS-86 Atlantis (mission Shuttle-Mir)
STS-89 Atlantis (mission Shuttle-Mir)
STS-112 Atlantis (mission d'assemblage de la Station spatiale internationale - lancement de la Poutre S1)
STS-127 Endeavour (livraison des deux derniers composants du laboratoire japonais Kibō)